# Col de la Cayolle
Col de la Cayolle – przełęcz w południowo-wschodniej części Francji, regionie Prowansja-Alpy-Lazurowe Wybrzeże, na granicy departamentów Alpy Górnej Prowansji i Alpy Nadmorskie. Leży na wysokości 2326 m n.p.m. w Alpach Nadmorskich. Przez przełęcz przebiega droga łącząca Barcelonnette z Saint-Martin-d’Entraunes. 
Niedaleko przełęczy znajdują się źródła rzeki Verdon. Tereny te, łącznie z pobliskimi przełęczami Col d’Allos i Col de la Bonette należą do Parku Narodowego Mercantour.

## Galeria

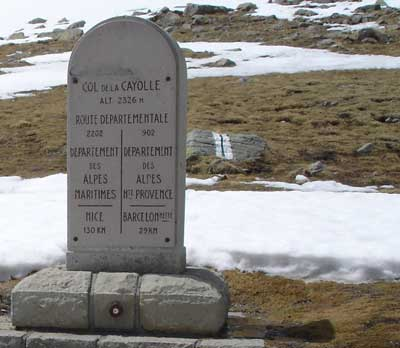
Znak graniczny między departamentami
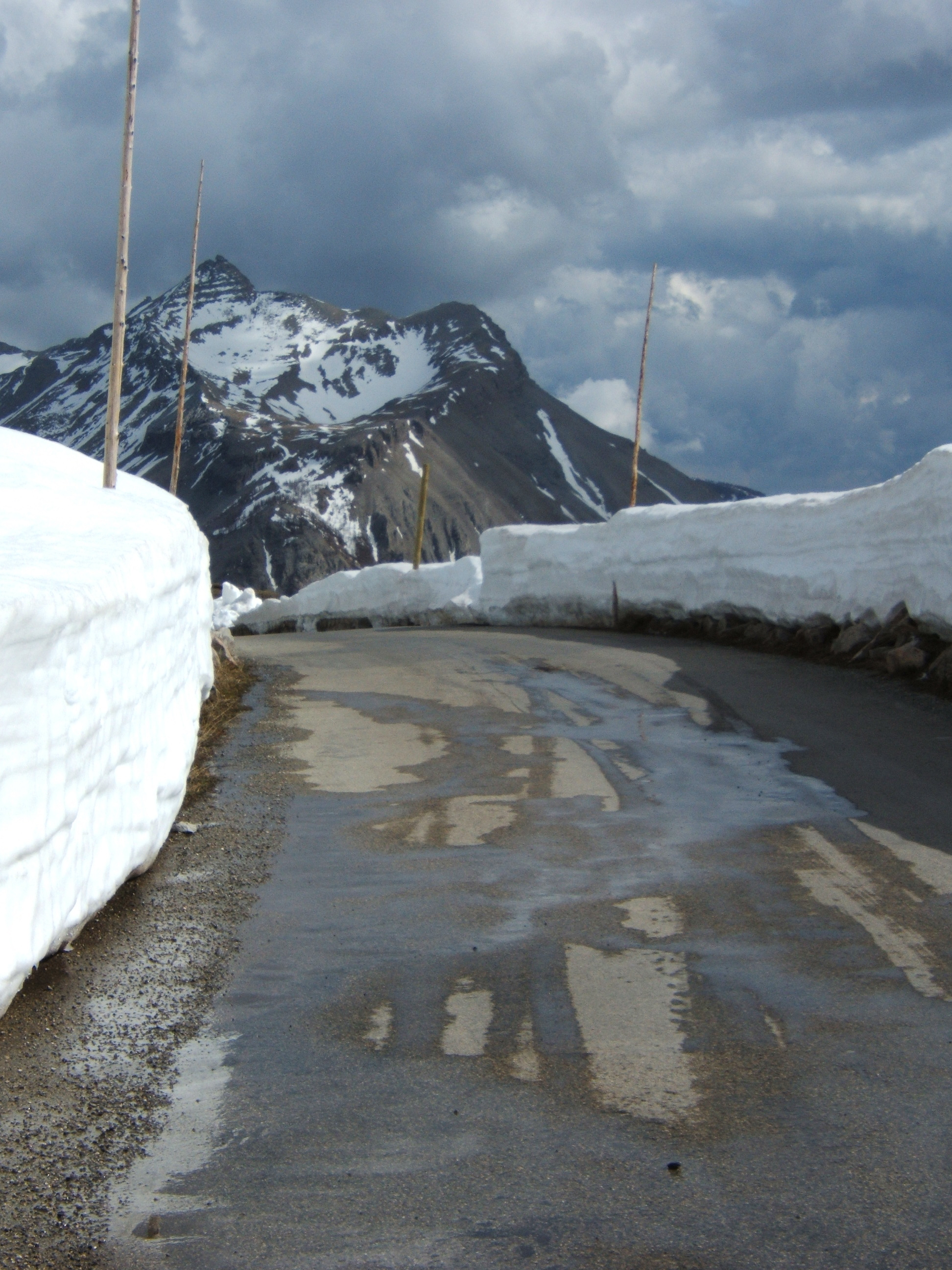
Przełęcz w zimie